# Sankt Lorenzen am Wechsel
Sankt Lorenzen am Wechsel, St. Lorenzen am Wechsel – gmina w Austrii, w kraju związkowym Styria, w powiecie Hartberg-Fürstenfeld. Do 31 grudnia 2012 należała do powiatu Hartberg.